# Sarzbüttel
Sarzbüttel er en by og kommune i det nordlige Tyskland, beliggende i Amt Mitteldithmarschen i den centrale del af Kreis Dithmarschen. Kreis Dithmarschen ligger i den sydvestlige del af delstaten Slesvig-Holsten.

## Geografi
Sarzbüttel er en gestkommune beliggende ved Landesstraße 236 mellem Dellbrück og Nordhastedt; De nærmeste kommuner er Dellbrück og Odderade.

### Landskab
Rundt om Sarzbüttel ligger der moser, længere mod øst også enkelte skove. Den højeste bakke er 24 moh.